# Степове (Воскресенська селищна громада)
Степове — село в Україні, у Воскресенській селищній громаді Миколаївського району Миколаївської області. Населення становить 336 осіб. Назва з травня 2016 року — село Степове (до 2016 р село імені Воро́вського).

## Історія
На території неподалік села є два кургани (один за 1,5 км на південний схід, інший 1 км на північ від села), котрі археологи датують 4—2 тисячоліттям до н. е. Поселення на місці сучасного села відоме ще з часів Російської імперії, власне як хутір. На мапі Херсонської губернії за 1869 рік на місці сучасного села і його околиць вказані три хутори: — Коробки (поміщика Кошембара), Бабовий (Мартюшина) та хутір Крючка. Всі три хутори стояли вздовж великого торгового шляху з Єлисаветграду до Херсона, який пролягав з півночі на південь правим схилом Бабової балки. Згідно зі «Списком населених місць Херсонської губернії» за 1896 рік, записи якого підтверджуються Картою Херсонського повіту Херсонської губернії за 1910 рік, усі три хутори змінили власників. Головним хутором був хутір Воронкова (Бабовий). Другий хутір Коробки і землі при ньому Єлизавета Яківна Кошембар (вдова поміщика Кошембара) продала у 1872 році спадкоємцям поміщика Бридихіна. Третій хутір Лакути (колишній Крючка) значаться при хуторі Воронкова.
- Хутір Воронкова: Дворів 1, мешканців 6 (4 чол., 2 жін.). Від села Засілля три версти, до залізничної станції Щербине 8 верст.

- Хутір Коробки (Бредихіна): дворів 1, мешканців 23 (16 чол., 7 жін.) при хут. Воронкова.

- Хутір Лакути: дворів 1, мешканців 3 (2 чол., 1 жін.) при хут. Воронкова[2].

За розповідями старожилів до Коробків на літній сезон (із середини травня і до початку жовтня) з Калинівки виганяли на тирло стадо дійних корів. На тирлі біля ставка ще й досі існує давній глибокий колодязь викладений з середини каменем — черепашником. Працювали біля стада молоді люди, дівчата й хлопці. У неділю дочка господаря тирла привозила з Калинівки на хутір бричкою музикантів, котрі грали на танцях.
Після Жовтневого перевороту землі і хутори увійшли до складу радгоспу. У 1927 році був викопаний ще один колодязь, на відстані біля одного кілометра на південь від хутора Коробки (дата надряпана на внутрішній горловині колодязя). Колодязь з середини викладений каменем-черепашником, глибина колодязя сягала понад 30 метрів. Вода піднімалася на поверхню за допомогою кінної тяги. З 1930 року хутір імені Воровського став відділком радгоспу ім. Кагановича.
Згідно розповідей старожилів, під час німецько-радянської війни неподалік хутора Воронкова (перед балкою) стояла німецька лінія оборони. У 1944 році з боку с. Бармашового відбувався наступ радянської армії. Для німецьких танків були викопані спеціальні траншеї у які заїжджали танки та звідти вели вогонь. Згідно військових хронік саме у боях під Засіллям брав участь відомий німецький танкіст Міхаель Віттман. Знелюднені голодомором та війною села півдня України гостро потребували робочих рук. В сорокових роках двадцятого століття село нараховувало півтора десятки глинобитних хат із саману, або як називали його місцеві люди із «лампача». «Лампач» — це змішана у певній пропорції глина із січкою або соломою. Після війни були здійсненні дві великі хвилі переселення на південь, переважно із західних областей України, у 1947 і 1951 роках. Були введені податки на джерела прибутку. Оподатковувалися фруктові дерева, корова, свині, кролі, тощо.
У 1951 році була збудована східна сторона сучасної вулиці Ветеранів. Власне на ці роки й припадає активна розбудова колишніх хуторів радгоспу ім. Димитрова (Історія міст і сіл Української РСР — /Миколаївська обл./ Видавництво: ІНСТИТУТ ІСТОРІЇ АКАДЕМІЇ НАУК УРСР Київ , 1971). Поряд із землянками виросли чотири нові вулиці. У селі був збудований великий тваринницький комплекс, з'явилася молочарка, магазин, семирічна школа, водогін. Господарство мало зерновий та м'ясо-молочний напрямок, силами радгоспу висаджувалися лісосмуги. На землях господарства у 1950-тих роках навіть вирощувалася тонковолокниста бавовна (Фото 4) . Бавовну в районі почали вирощувати ще до радянсько-німецької війни .Однак соціально-побутові умови в селі були жахливі. Семирічна школа проіснувала в селі не довго. У селі залишили лише три класи початкової школи, старші учні навчалися у Грейгівській середній школі і жили у інтернаті. Восьмирічну школу у селі відкрили аж у 1972 році. Асфальтову дорогу від с. Грейгове до с. ім. Воровського прокладено лише 1988 року. 
Газифіковано село було вже за часів незалежності. Нині у селі діє загальноосвітня школа I—II ступенів, дитячий садок, два магазини, медпункт та православна церква Успіння Пресвятої Богородиці.
На виконання указу президента України про декомунізацію, рішенням Верховної Ради України від 19 травня 2016 року, село ім. Воровського перейменоване на село Степове.

## Населення
Згідно з переписом УРСР 1989 року чисельність наявного населення села становила 328 осіб, з яких 153 чоловіки та 175 жінок.
За переписом населення України 2001 року в селі мешкало 336 осіб.

### Мова
Розподіл населення за рідною мовою за даними перепису 2001 року:
| Мова       | Відсоток |
| ---------- | -------- |
| українська | 92,56 %  |
| російська  | 4,76 %   |
| білоруська | 1,19 %   |
| молдовська | 0,30 %   |
| польська   | 0,30 %   |
| інші       | 0,89 %   |